# NGC 3207
NGC 3207 (другие обозначения — UGC 5587, MCG 7-21-43, ZWG 211.47, NPM1G +43.0161, PGC 30267) — спиральная галактика (Sb (T=3), с меньшей вероятностью линзовидная) в созвездии Большой Медведицы на расстоянии около 314 млн световых лет. Открыта Уильямом Гершелем в 1788 году. Обладает ядром типа LINER (то есть в спектре ядра видны эмиссионные линии элементов в низких степенях ионизации).
Этот объект входит в число перечисленных в оригинальной редакции «Нового общего каталога».
Галактика NGC 3207 входит в состав группы галактик NGC 3202. Помимо NGC 3207 в группу также входят NGC 3202 и NGC 3205. NGC 3207 самая маленькая и тусклая из триплета, она образует восточный угол треугольника и находится в 5,8’ к восток-юго-востоку от NGC 3202 и в 2’ к восток-северо-востоку от NGC 3205. Весь триплет галактик легко помещается в поле зрения любительского телескопа даже при большом увеличении.
NGC 3207 сильно наклонена к лучу зрения, видна почти с края диска. Визуально в любительский телескоп она наблюдается как округлое пятнышко света с размытыми краями. На фотографиях видно ядро с балджем и более тусклый диск, вытянутый в направлении восток-запад. Удаляется от Солнца со скоростью 6877 ± 3 км/с. Диаметр 82 тыс. световых лет.